# ステージ (コンピュータゲーム)
ステージ (stage) とは、コンピュータゲームにおける構成単位のことである。主にアクションゲームやシューティングゲームなどの区切りが明確なコンピュータゲームで使用される。レースゲームやゴルフゲームなどのスポーツゲームでこの名称を使う例も見られるが、こちらはコースが正式名称であることが多い。

## 類似用語
同様の意味で使われる単語として「ラウンド」(round) や「エリア」(area)、「チャプター」(chapter)、「マップ」(map)、「アクト」(act)、「ワールド」(world)、「ブロック」(block)、「シナリオ」(Scenario)、「エピソード」(Episode) 、「ピリオド」(Period)、「フェーズ」(Phase)といった単語がこの意味で使われる場合もある。これらは時代やジャンル、製作者による慣習的な命名によるものと、ゲームの世界観を表現する象徴的な単語によるものに二分できる。また、日本語では「面」（めん）という表現を用いる事が多い。日本ではゲームにおける「ステージ」の意味では馴染みがないが、海外では「レベル」(level) という表現も広く使われており、「レベルデザイン」(Level design) といった言葉にも表れている。同様に日本では馴染みがないものには「ウェーブ」(wave) などがある。
また、このいくつかを組み合わせて利用するケースもある。例えばメガドライブ版のソニック・ザ・ヘッジホッグシリーズでは、「ステージ」が「アクト」で区切られており、「ステージ1アクト1」「ステージ1アクト2」…という具合で、この場合は最終アクトをクリアすることでそのステージをクリアしたこととみなされる。この方式は初期の『スーパーマリオブラザーズ』で用いられており、その場合は「World 1-1」など、他の表現を含めずにひとくくりで利用するケースもある。
これらの呼称はゲーム画面ではっきり表示されるもの、ゲーム画面には表示が無いが、説明書やインストラクションカードに表記があるもの、ゲーム画面と説明書共に表記があるが、双方の呼称が異なるものに分かれる。また、ゲーム内と説明書共に表記が無くとも、ゲーム雑誌の記事などで独自に呼ばれている場合がある。この場合、通常は表に出ない設定資料に表記があった可能性もあるが、記事を担当した記者の好みなどが反映された可能性もある。いずれにしても明確な統一は見られず、作品毎に呼称を確認する必要がある。本項目では便宜上、全て「ステージ」と表記する。

### 変わったステージ名の一例
| タイトル         | リリース年 | 呼称          | 解説                                                       |
| ---------------- | ---------- | ------------- | ---------------------------------------------------------- |
| アラビアン       | 1983       | SECTION、PAGE | 面の最初にページをめくるデモがある。4ページで1セクション。 |
| フォゾン         | 1983       | WORLD、STEP   | 3ステップで1ワールド                                       |
| リブルラブル     | 1983       | SEASON        | 面ごとに季節が春夏秋冬と巡る仕様になっている。             |
| ギャプラス       | 1984       | PARSEC        | 天文学で使われる単位「パーセク」に由来。                   |
| ちゃっくんぽっぷ | 1984       | MAZE          | 立体的な迷路を移動して出口を目指す。                       |
| パックランド     | 1984       | TRIP          | 4ラウンドで1トリップ。                                     |
| ひげ丸           | 1984       | DECK          | 海賊船の甲板が舞台という設定。                             |
| グロブダー       | 1984       | BATTLING      | ゲーム内の戦闘競技「バトリング」に由来。                   |
| アイスクライマー | 1985       | MOUNTAIN      | 山の頂上を目指すという内容。                               |
| トイポップ       | 1986       | BOX           | おもちゃ箱の中の世界が舞台という設定。                     |

## ステージの進め方
基本的に、ゲームは番号が「0」や「1」のステージから開始され、先へ進むにつれてステージ番号が増加していく。ステージ番号が増えるにつれて、ステージの難易度が増えていくのが一般的である。ただし、ゲームによっては、進む順番が特に定められておらず、攻略するステージをプレイヤーがある程度自由に選択することができるゲームもある。
スクロール方式のゲームの多くは、ステージやワールドごとに、プレイヤーキャラクター（自機）周辺の環境や地形の色・形、敵キャラクターなどが変化していき、プレイヤーはバラエティに富んだステージを楽しむことができるのが一般的である。
ステージは、自機がゴールにたどり着くか、あるいは敵キャラクターを全滅させる、ボスキャラクターを倒すなどといった特定の条件を満たすことによってクリア（終了）となり、ステージをクリアすれば次のステージに進むことができる。ただし、ワープなどと呼ばれる効果を利用することにより、いくつかのステージを飛ばしていきなり2つ以上先のステージに行ける場合もある。また、隠しコマンドによってゲームを始めるステージをあらかじめ選択すること（ステージセレクト）ができることもあるが、そのほとんどはゲームによって条件が異なり、ここに記述される以外の方法でステージを進めるゲームも多用に存在する。

### ボーナスステージ
通常のステージと比較して、簡単に敵を倒せたりアイテムを大量に入手することができ、ゲーム内スコアを稼いだりキャラの強化が行えるステージを「ボーナスステージ」などと呼ぶ。最初から意図してそう作られている場合もあるが、他と比較しての難易度の低さなどからボーナスステージ扱いされる場合もある。

## エンディング
最終ステージをクリアすると、そのゲームを終えたことになり（ゲームクリア）、エンディングメッセージが流れる。エンディングはゲームにおけるストーリー性の重視やその表現力の向上によって一般化し、エンディングを見ることがゲームにおける勝利を意味する。
初期のコンピュータゲーム、いわゆるレトロゲームでは、ステージ数に上限が無く、エンディングも存在せず、ゲームオーバーになるまでひたすらゲームが続く方式になっているものが多い（エンドレス）。その際、一定のステージまで到達すると、最初のステージに戻されるのが一般的である。中には特定の条件を満たさない状態で最終ステージに到達したり、ラストボスを倒すとステージを戻されたり、強制的にゲームオーバーになってエンディングを見る事ができないという作品（『源平討魔伝』などが最たる例として有名である）も存在する。
また、レトロゲームではスコアカウンタの最大値に達する（カウンターストップ）事をもって便宜的にエンディングとする場合もある。幾つかのゲームではこの状態になるとゲームプログラムが誤動作を起こしてしまうケースも見られる。

### 周回
エンディング終了後に2周目として最初のステージに戻り、クリアしたときの得点のまま再びゲームを続行するシステムを周回制という。上述のエンディングを重視するゲームで周回を持つものは、一旦ゲームが終了した後で再びゲームを行う際に周回数を選択できるようになるものもある。
2周目以降はステージ構成がほぼ同じであっても、敵キャラクターの強化、ステージ内容の一部変更や追加がなされる作品が多い。このような場合は特に「裏面」と呼ばれる。そうした2周目以降の変化要素の出現は作品によって扱いが様々で、必ず表現されるものと1周目の成績に対応して表現されるものがある。
このように周回を持つゲームは様々な手段で難易度を上げる措置が取られており、プレイヤーはさらにやりがいのあるゲームを体験することができる。難易度はプログラム上の単純な計算式によって上限無しに上昇するものと、一定周回までで上昇が止まるもの、一定周回まで厳密にゲームバランスが調整されているものの3種に分ける事ができる。
また、周回制度を意図して作られたゲームソフトウェアもいくつかあり、『魔界村』シリーズではより難易度の上がった二周目をクリアしなければエンディングが見られなかったり、『クロノ・トリガー』では「強くてニューゲーム」という概念を取り入れる事で、一周目の序盤では絶対に倒せないようなラストボスをゲーム開始直後など、正常なストーリー展開から逸脱した状態で倒すことでエンディングが変化するなどの要素が組み込まれるなど、隠し要素を開放するための一つとして機能することもある。
同時に、周回制度はやりこみ要素としての面も兼ね備えており、特にロールプレイングゲームで周回の要素が取り入れられる場合、一度すべてのステージやシナリオをクリアすると、現在難易度よりもより難度の高い2周目、3周目、4周目などが追加されるパターンも多い。例えば、この制度を取り入れている作品では『ディアブロ』シリーズや『ファンタシースターオンライン』シリーズなど、ネットワークに対応した作品に多く見られる。また、そうした作品の大半は一度クリアしたステージやフロアに再挑戦する事が可能なように設計されている事が大半で、特定のステージにしか出現しないモンスターや宝箱から奪えるレアアイテムを求めて同じステージを何度も周回するというプレイ方法も珍しく無い。

### 隠しステージ
ゲームクリアや特定の条件の達成、あるいはその両方を満たすと、通常とは異なるステージが現れる場合もある。こちらは隠し面と呼ばれることが多く、より際だった特徴を持つステージである場合が多い。『スーパーマリオブラザーズ2』のものが、ゲーム自体の知名度と条件達成の難しさから有名である。
また、バグやノイズによって、制作者の意図しない異常なステージが出現してしまうケースも存在した。特に話題になったのは『スーパーマリオブラザーズ』である。上記の続編における公式の隠しステージは、この異常ステージへのオマージュという見方もある。

## コンティニュー
ゲームオーバーとなったときに、そのステージからゲームを再開することができるコンティニューという機能が使用できるゲームもある。多くの場合、コンティニューすると得点やアイテムの一部または全部が失われてしまい、作品によってはゲームを続行するのが困難な状況に追い込まれると言うのも少なくは無い。また、作品によって異なるが、ステージの中に再挑戦用の地点が指定されており、その地点を通過することなどにより、コンティニュー時にその地点から再開できるという制度を取っているものも多い。
コンティニューによる再開ステージ数に制約を設けたものや、コンティニュー時に特典を得ることができるなどの工夫が凝らされており、作品の個性の一つとなっている。進行状況をゲームソフト媒体や外部記憶媒体にセーブ（保存）したり、パスワードを利用することにより、ゲーム機の電源を切断しても次回そのゲームをプレイするときに前回のステージから再開できるものもある。
近年のゲームソフトでは、ゲームをクリアしてもらうことを念頭において開発されている傾向が強く、家庭用ゲームでは無制限にコンテニューできたり、倒された直前からコンテニューできる、アイテムなどを失わない、ステージ毎の再挑戦地点が多く取られているなど、テンポ良くゲームを進められるように配慮されているケースが多い。

## レベルデザイン
ゲーム内の空間の設計や、障害物やアイテムの配置など行い、「レベル(ステージ)」を作成することを「レベルデザイン」という。初期の製作者が数人か1人だけといったゲームでは、ほぼ1人でゲーム全体を作るといったこともあったが、後にゲームが高度化、複雑化するに従い、それを専門に行う「レベルデザイナー」などと呼ばれる者たちが登場してきた。制作には「レベルエディタ」などが用いられる。

## 呼称の変遷と定着

### 日本の「面」と「ステージ」
日本で一般的な「面」という呼称の由来については、1978年にタイトーが発売したアーケードゲームで、社会現象を引き起こした『スペースインベーダー』に由来するという説がある。同作では、画面に整列したインベーダーを全て倒すまでが一区切りとなり、その後は同じ並びで一段下がって、難易度の上がった状態で再開されていた。このことからインベーダーを全て倒すことを「1画面消す」などと呼ぶようになり、そこからゲームの段階を「1画面目、2画面目」と呼ぶようになり、それを略して「1面、2面」となったというものである。ただ、この時点では「面」という表現はタイトーが公式に使ったわけではなかった。ところが、1980年秋に発表された『インディアンバトル』のチラシには、「2面、4面、6面と、2段階おきにクリアするごとに投縄のパターンが現れ」という文章が出てきており、「面」という表現が一気に広がっていたのがわかる。
この時期のアーケードゲームのチラシや、筐体に添えられたルールの説明書きを見ると、メーカーごとに言葉の好みのようなものがみられる。「面」にあたる表現については、たとえばセガは1980年の『侍』や『トランキライザーガン』では「ラウンド」を使っていた。またタイトーは「パターン」をよく使っていた。一方、早いうちから「面」を使っていたのが任天堂で、1979年夏発表の『モンキーマジック』のチラシには「面数がふえると」との表現があるほか、『ヘッドオンN』のチラシにも、「1DOT（点）消すごとに5点、2面全部消すごとに点数が増加し」とある。ナムコにおいては、1979年秋発表の『ギャラクシアン』と1980年夏発表の『パックマン』のチラシを見ると、面数を示す画面右下の旗やフルーツを「クリア数」としている一方、『パックマン』の仕様書では、この画面右下のフルーツを「ラウンド表示」と説明している。またこのすぐあとの1980年秋に出た『タンクバタリアン』では、各面の開始時に「ROUND 1」などと表示される。
「ステージ」という言葉を「面」にあたる表現として最初に使用したのは、ナムコが1981年9月に発売した『ギャラガ』とみられる。それ以前の他社のアーケード作品には見られず、厳密に世界初かは不明だが、最初期のものには違いない。なお、1980年秋に登場したナムコの『ラリーX』では、「チャレンジングステージ」というものがあったが、ゲームとしての区切りはあくまで「ラウンド」であった。コナミも1982年夏発売の『ツタンカーム』で、早くも「STAGE」を使用している。コナミでは遡る1981年の『アミダー』において、ボーナス得点のチャンスで「BONUS STAGE」と表示され、これはビデオゲームにおける「ボーナスステージ」という表現のかなり早い例とみられる。1980年代中盤以降、作品中のステージ名に関わらず「ボーナスステージ」という表現が定着していく。

「ステージ」という表現の登場はかなりインパクトがあったらしく、
といった意見もある。シューティングゲームの金字塔『ゼビウス』(1983年)で使われた「エリア」という表現は、『スターフォース』（1984年）をはじめ、後にいくつものシューティングゲームでも採用されており、『ゼビウス』の影響とも思われる。アーケードゲームの雑誌記事によれば、1980年代後半にはすでに「ステージ」が最有力で、「ラウンド」はその次であったようである。
英語の「stage」には、「舞台」や「劇」の他に「段階」や「過程」といった意味があり、様々な場面を進んでいくゲームにはより適しているとも言える。アーケードでは1985年の『魔界村』や『スペースハリアー』、家庭用では1986年の『悪魔城ドラキュラ』に1987年の『ロックマン』など、高い人気を得た話題作のいずれもが「ステージ」を採用していた。『ロックマン』では、挑戦するステージを自由に選べる「ステージセレクト」という要素もあり、後に影響を与えた。一方の「round」には、「円形」や「丸い」といった意味の他に「一周」といった意味があり、ボクシングなどに見られる「1戦」といった使い方もあり、同じような展開の繰り返しに向いているとも言える。特に『ストリートファイターII』より始まる、1990年台の対戦型格闘ゲームの大流行において、「～本勝負の内の1戦」という使い方で定着した。対戦格闘において「ステージ」は、「戦う場所(背景)」という意味で主に使われるようになった。『ファイアーエムブレムシリーズ』に代表される「シミュレーションRPG」と呼ばれるジャンルでも、ストーリー上の区切りと言えるマップを「面」や「ステージ」と呼ばれていることが珍しくない。

### 海外の「LEVEL」
海外では後によく使われる「level」という表現も、1980年台序盤のアメリカではまだ一般的ではなかったらしく、1981年末に出版された、トム・ハーシュフェルドによるアーケードゲームの攻略本『How to Master The Video Games』の冒頭に初心者向けの説明が設けられているが、その中で「面」にあたる概念の説明にまず出てきたのは「screen」だった。これは日本における「1画面目」が「1面」になったのと同様の発想からと思われる。その後に他の呼び方についても述べられているが、「round」、「mission」、「sector」、「attack」、「wave」はあるが「level」は無い。一方で同書の『パックマン』の攻略に、「SYMBOL OF LEVEL」という見出しがある。パックマンではボーナスとなる「フルーツターゲット」が、区切りである「ラウンド」を進めると変化していき、フルーツの種類が要求される腕前のシンボルとなるという趣旨だった。1982年出版のパソコン用アクションゲームの作り方の解説書では、『パックマン』の優れた点について、以下のように紹介している。
このような「level」の使い方は、1980年末からアーケード版の『パックマン』をアメリカで正式に販売したミッドウェイ社のチラシには無かった。ここから、『パックマン』の面を「level」とする表現は、1981年から1982年ごろに、プレイヤーたちの間から広まり始めたと考えられる。
1981年秋に登場したアタリ社のアーケードゲーム『テンペスト』では、スタート時により難しい場所を選ぶと、終了時により高いボーナス点を得られるというシステムになっていた。同作の画面上ではその場面のことを「LEVEL 1」、「LEVEL 2」と表示していた。業者向けの説明書やチラシでは、この仕組みに関する説明で、「levels of play」あるいは「skill levels of play」などと表現されており、これは「難易度」に近い意味の言葉として使われたことがわかる。同年エキシディ社から発表され、翌1982年初頭に発売されたアーケードゲーム『Venture』は、ダンジョン探検型ゲームの最初期のものであり、一つ下の階に行くごとに画面上の表示が「LEVEL ONE」、「LEVEL TWO」と一つずつ増すようになっている。ここで言う「level」は、「ダンジョンの階層を数える数詞」と考えられる。英語の「level」には「平らな」、「同じ水準」といった意味があり、同じ階層を「level」と表現することは普通に結びつくもので、1980年台序盤のコンピュータRPGの急激な広まりに加え、前述の難易度としての表現が複合的に影響しあって、『パックマン』の面を「level」とする表現につながったと考えられる。
1982年末にBig Five Software社から登場した『Miner 2049er』では、最初に開発されたAtari 8ビット・コンピュータ用では、ステージ名は「STATION」となっていた。これは、鉱山をモチーフにしていたことから、鉱夫の詰め所になぞらえた表現と考えられる。一方で、他社によって移植されたApple II用では、「LEVEL」となっていた。この2つは説明書にも違いがあったが、どちらも「1つの画面内の足場の高さ」を「level」と表現している部分があり、「水平な通路」という表現が噛み合わなくなってきている。1983年春には、アクションパズルゲーム『ロードランナー』がApple II用に登場する。同じ鉱山をイメージさせ、いくつもの足場があるなど似た部分もあったが、そこでは最初から「LEVEL」表記になっていた。大量のステージがあることも特徴だったが、ジャンル的に必ずしも後のステージに行くほど難しいとは限らず、「同じ階層」や「難易度」とも異なる、日本で言う「面」のような使い方が生じてきたと考えられる。
とはいえすぐに「level」が定着したわけでもなく、1984年に登場したアクションパズル『バルダーダッシュ』では、「level～」が全てクリアした後の「～周目」といった意味で使われている。1985年には海外版ファミコンNintendo Entertainment System(NES)が発売されるが、初期のソフトの説明書には「ステージ」という意味での「level」というものは見られず、ほぼ「round」か「screen」に限られていた。しかしその後、北米任天堂以外からもNES用ソフトが発売されるようになると事情が変わってきたらしく、例えば『バブルボブル』では、画面上にはアーケード版と同じく「ROUND」と表示されるのに、説明書では「level」が使われた。また1987年の末には、徳間書店の『スーパーマリオブラザーズ完全攻略本』が英訳され、北米任天堂の公式ファンクラブ向けに配布されたが、元の本では「ワールド1/エリア1」と書かれているところが、英語版では「WORLD 1/LEVEL 1」となっていた。この頃にはアメリカのプレイヤー達には「level」の方が定着していたとみられる。『スーパーマリオ』にしても、平面的な横スクロールのゲームでありながら、地下や雲の上など立体的な広がりを印象づけた作品でもある。日本でいう「面」と英語圏の「level」は、それぞれ出どころは異なる言葉なのに、やがて3次元的なゲーム空間についても普通に使われるという、互いによく似た変化を遂げたと言える。